# برنامه‌نویسی همگانی
برنامه‌نویسی همگانی (به انگلیسی: Generic programming) نوعی روش برنامه نویسی رایانه است که در آن الگوریتم ها به صورت نوع داده ی «تعیین شونده در آینده» نوشته می شوند، و موقعی که به نوع خاصی نیاز باشد، آن نوع ها نمونه برداری می شوند، و به عنوان پارامتر ها ارائه می گردند.
پیش گام این رویکرد زبان ای دا (Ada) در ۱۹۸۳ بود که اجازه نوشتن انواع یا تابع‌های مشترک که فقط در مجموعه‌ای از انواع در زمان استفاده باهم تفاوت دارند، می‌داد؛ بنابراین از تکرار جلو گیری می‌کرد. موجودیت‌های نرم‌افزار که با استفاده از برنامه‌نویسی جنریک ساخته شده‌اند به نام generics در Effiel, Java, C#, Visual Basic .NET, Haskell, Swift, Ada و قالب ها(templates) در سی پلاس پلاس شناخته می‌شوند.